# Savuxipha tromodes
Savuxipha tromodes är en insektsart som beskrevs av Otte, D. och Cowper 2007. Savuxipha tromodes ingår i släktet Savuxipha och familjen syrsor. Inga underarter finns listade i Catalogue of Life.